# Hubert Benhamdine
 (octobre 2019).
Si vous disposez d'ouvrages ou d'articles de référence ou si vous connaissez des sites web de qualité traitant du thème abordé ici, merci de compléter l'article en donnant les références utiles à sa vérifiabilité et en les liant à la section « Notes et références ».
Hubert Benhamdine, né le 28 mars 1975 en France, est un acteur français.

## Biographie
Hubert Benhamdine naît le 28 mars 1975 en France,.

### Carrière
Dans son premier film, Le Chignon d'Olga, il joue un jeune héros à la fois enjoué et tourmenté, partageant une filiation secrète avec l'Antoine Doinel de François Truffaut ou le héros des contes moraux d'Éric Rohmer, mais en y introduisant une dose d'autodérision.
Devenu Damien Blanchard dans le feuilleton quotidien de Canal +, Le Train, il joue un jeune père de famille contraint de travailler dans une grande compagnie d'assurances pour l'argent.
En 2007, il interprète le rôle de Henry Mathis dans la série policière de M6, Cellule Identité.
Au cinéma, il joue pour Jean-Pierre Améris, dans Poids léger, puis pour Mikhaël Hers dont il interprète le rôle principal du moyen métrage Primrose Hill. Ce film sera sélectionné à Cannes à la Semaine de la critique.
Parallèlement, il jouera des rôles récurrents dans de nombreuses séries : Avocats et associés, Les Toqués (TF1), Le Sanglot des Anges (France 2), Empreintes Criminelles (France 3), Famille d'accueil (France 3)...
Dans 1788 et demi, sur France 3, il campe le rôle du Vicomte Geoffroy de Linné, personnage déjanté et séducteur où Hubert exprime un rôle comique.
Il a interprété au début de l'année 2016, le professeur de français au Lycée Jacques Prévert, Simon Verbier, 32 ans, dans la série à succès Clem. Professeur qui aura une relation secrète avec Salomé, la petite sœur de Clémentine âgée de 16 ans.
Il joue également dans la saison 5 de Chérif et la saison 7 de Candice Renoir. où il interprète des meurtriers.
Il intègre en 2019 le casting d’Un si grand soleil, la quotidienne de France 2, dans le rôle de Christophe Lemeur.
En 2021, il intègre la distribution du film Poor Things, film d’horreur psychologique de Yórgos Lánthimos sorti en 2023.

### Vie privée
Il décide en 2011 de quitter la capitale pour s'installer avec son épouse Delphine Herrmann en Ardèche.
De 2020 à 2023, il est en couple avec l’actrice Malya Roman.

## Filmographie

### Cinéma
- 2002 : Le Chignon d'Olga : Julien
- 2004 : Poids Léger : Le frère à l'église
- 2005 : Edy : Agresseur 2
- 2006 : Comme t'y es belle ! : Pierre
- 2006 : La Balade des éléphants : L'éléphant Boogie (voix)
- 2008 : J'ai rêvé sous l'eau (I Dreamt Under the Water) : Antonin
- 2009 : Montparnasse, court métrage de Mikhael Hers
- 2010 : Memory Lane : L’ex de Céline
- 2023 : Pauvres Créatures (Poor Things) de Yórgos Lánthimos : le Grand Prêtre[3]

### Télévision
- 2004 - 2005 Le Train : Damien Blanchard
- 2005 : Granny boom : Cyprien
- 2005 : Joséphine, ange gardien, épisode Noble cause : Axel
- 2006 : Sœur Thérèse.com, épisode De main de maître : Romain Dutilleux
- 2007 : Cellule Identité
- 2008 : Sœur Thérèse.com, épisode Sur le chemin de la vérité : Brigadier Morvan
- 2008 : Le Sanglot des anges : Julien
- 2008 : Le Gendre idéal : Jérémie
- 2009 : Juste un peu d'@mour : Éric
- 2009 - 2010 : Les Toqués (épisodes 1, 2 et 3) : Tom
- 2010 : Empreintes criminelles : Martello
- 2010 : 1788... et demi, épisodes 2, 3 et 4 : Geoffroy de Linné
- 2011 : Doc Martin : Clothaire de Kervadec
- 2012 : Joséphine, ange gardien, épisode Un monde de douceur : Gilles Marsac
- 2012 : Caïn, saison 1 - épisode 6 : Maxime
- 2014 - 2016 : Famille d'accueil, saisons 12 à 14 : Benjamin, directeur de l'ASE de Bordeaux
- 2016 : Clem : saison 6, épisodes 1 et 2 : Simon Verbier, professeur de français du Lycée Jacques Prévert
- 2019 - 2024 : Un si grand soleil : Christophe Lemeur, vétérinaire au zoo
- 2021 : La Stagiaire (saison 6, épisode 6) : Julien Savin
- 2022 : Camping Paradis : Romain

### Théâtre
- L’Ours et La Demande en mariage, Théâtre de la Faisanderie et d’Albert 1er à La Tempête, Chantilly
- Le Dindon, mis en scène par Philippe Adrien : Rédillon

### Auteur et metteur en scène
- Roméo et Juliette, la Version Interdite

- Les Boboys (pilote)

- L’Avis du Professeur Girbaud-François (pilote)

### Moyen métrage
- 2012 : En fait moi je souffrirai pas : auteur